# Gouvernement Tegeltija
Bosnie-Herzégovine
Zvizdić (bs) Krišto
Le gouvernement Tegeltija est le gouvernement de la Bosnie-Herzégovine du 23 décembre 2019 au 25 janvier 2023.

## Composition
| Ministres                                                                       | Ministres | Ministres              | Ministres | Ministres adjoints | Ministres adjoints    | Ministres adjoints | Ministres adjoints |
| Portefeuille                                                                    | Titulaire | Titulaire              | Parti     | Titulaire          | Titulaire             | Parti              |                    |
| ------------------------------------------------------------------------------- | --------- | ---------------------- | --------- | ------------------ | --------------------- | ------------------ | ------------------ |
| Président du Conseil des ministres                                              |           | Zoran Tegeltija\|      | SNSD      |                    | Bisera Turković       | SDA                |                    |
| Président du Conseil des ministres                                              |           | Zoran Tegeltija\|      | SNSD      | Vjekoslav Bevanda  | HDZ-BiH               |                    |                    |
| Vice-présidente du Conseil des ministres Ministre des Affaires étrangères (en)  |           | Bisera Turković        | SDA       |                    | Josip Grubeša (en)    | HDZ-BiH            |                    |
| Vice-président du Conseil des ministres Ministre des Finances et du Trésor (en) |           | Vjekoslav Bevanda      | HDZ-BiH   |                    | Hazim Rančić          | SDA                |                    |
| Ministre du Commerce extérieur et des Relations économiques (en)                |           | Staša Košarac (en)     | SNSD      |                    | Ljiljana Lovrić       | HSS BiH (en)       |                    |
| Ministre de la Défense (bs)                                                     |           | Sifet Podžić (en)      | DF        |                    | Mijo Krešić (hr)      | HDZ-BiH            |                    |
| Ministre de la Défense (bs)                                                     |           | Sifet Podžić (en)      | DF        | Mirko Okolić       | SNSD                  |                    |                    |
| Ministre de la Sécurité (en)                                                    |           | Selmo Cikotić (en)     | SDA       |                    | Nedeljko Jović        | SP                 |                    |
| Ministre de la Justice (en)                                                     |           | Josip Grubeša (en)     | HDZ-BiH   |                    | Nezir Pivić           | SDA                |                    |
| Ministre des Affaires civiles (en)                                              |           | Ankica Gudeljević (en) | HDZ-BiH   |                    | Siniša Ilić           | US                 |                    |
| Ministre de la Communication et des Transports (en)                             |           | Vojin Mitrović (en)    | SNSD      |                    | Nedžad Branković (en) | SDA                |                    |
| Ministre des Droits de l'homme et des Réfugiés (en)                             |           | Miloš Lučić            | DNS       |                    | Dževad Mahmutović     | SDA                |                    |